# Garme
Das Garme, auch als Kermet bezeichnet, war ein arabisches Gewichtsmaß. Es entsprach dem Scrupel.
- 1 Garme = 3 Unzen (um 90 Gramm)